# Taylor Mead
Taylor Mead (31. prosince 1924 Grosse Pointe, Michigan – 8. května 2013 Denver, Colorado) byl americký herec a básník. V šedesátých letech byl jedním ze superstars pop-artového výtvarníka a režiséra Andyho Warhola a hrál v několika jeho filmech. V roce 2005 o něm režisér William A. Kirkley natočil dokumentární film Excavating Taylor Mead. Zemřel na mrtvici ve svých osmaosmdesáti letech.

## Filmografie (výběr)
- The Flower Thief (režie: Ron Rice, 1960)
- Lemon Hearts (režie: Vernon Zimmerman, 1962)
- Too Young, Too Immoral (režie: Raymond Phelan, 1962)
- Hallelujah the Hills (režie: Adolfas Mekas, 1963)
- Queen of Sheba Meets the Atom Man (režie: Ron Rice, 1963)
- Tarzan and Jane Regained...Sort Of (režie: Andy Warhol, 1963)
- Babo 73 (režie: Robert Downey, Sr., 1964)
- Couch (režie: Andy Warhol, 1964)
- Taylor Mead's Ass (režie: Andy Warhol, 1964)
- The Illiac Passion (režie: Gregory Markopoulos, 1967)
- Four Stars (****) (režie: Andy Warhol, 1967)
- Imitation of Christ (režie: Andy Warhol, 1967)
- The Nude Restaurant (režie: Andy Warhol, 1967)
- Lonesome Cowboys (režie: Andy Warhol, 1967)
- San Diego Surf (režie: Andy Warhol, 1968)
- The Secret Life of Hernando Cortez (režie: John Chamberlain, 1969)
- Brand X (režie: Wynn Chamberlain, 1970)
- Wonderland USA (režie: Zoe Beloff, 1989)
- C'est vrai! (One Hour) (režie: Robert Frank, 1990)
- Last Supper (režie: Robert Frank, 1992)
- Taylor Mead Unleashed (režie: Sebastian Piras, 1996)
- Ecstasy in Entropy (režie: Nick Zedd, 1999)
- Kafe a cigára (režie: Jim Jarmusch, 2003)
- Electra Elf: The Beginning (režie: Nick Zedd, 2005)
- Man Under Wire (režie: Josh Bishop, 2006)
- The Party in Taylor Mead's Kitchen (režie: Jeffrey Wengrofsky, 2011)